# Jamie Luner
Jamie Michelle Luner (Palo Alto, 12 maggio 1971) è un'attrice statunitense.

## Biografia
Nata in California, il suo esordio davanti alla macchina da presa avviene all'età di tre anni, prendendo parte a diversi spot pubblicitari. A quindici anni, partecipa al L.A. Shakespeare Festival guadagnando il primo premio nella sezione monologhi.
Partecipa a cinque episodi di Genitori in blue jeans, e nel 1988 entra nel cast del suo spin-off intitolato Dieci sono pochi, telefilm generazionale che nel 1989 le fa guadagnare una candidatura agli Young Artist Awards. 
Nel 1994 debutta al cinema con il film Miracolo al college, e in seguito al fianco di Alyssa Milano è diretta da Uli Edel in Confessions of a Sorority Girl, remake televisivo di La ragazza del gruppo.
Nel 1996 partecipa alla soap opera prodotta da Aaron Spelling Savannah, mentre dal 1997 al 1999 ricopre il ruolo della manipolatrice Lexi Sterling in Melrose Place.
Nel 2006 ha un ruolo da protagonista ne Il gioco della mantide, film di Douglas Jackson. Interpreta Rachel Burke nella 4ª serie di Profiler, e in veste di guest star partecipa a CSI: Miami, NCIS - Unità anticrimine e The War at Home. Nel 2009 interpreta Lisa Colby in La valle dei pini.
Nel 2012 interpreta Annie Hawkins in Supernatural. Nel 2015 recita in un episodio di Better Call Saul, accanto al protagonista Bob Odenkirk.

## Filmografia parziale

### Televisione
- Dieci sono pochi (Just the Ten of Us) – serie TV, 47 episodi (1988-1990)
- Savannah – serie TV, 34 episodi (1996-1997)
- Melrose Place – serie TV, 58 episodi (1997-1999)
- Profiler - Intuizioni mortali (Profiler) – serie TV, 20 episodi (1999-2000)
- CSI: Miami – serie TV, episodio 1x07 (2002)
- NCIS - Unità anticrimine (NCIS) – serie TV, episodio 1x19 (2004)
- Uno sconosciuto nel mio letto (Stranger in My Bed), regia di George Erschbamer – film TV (2005)
- The Suspect - Inganno fatale (The Suspect), regia di Keoni Waxman – film TV (2006)
- La valle dei pini (All My Children) – soap opera, 312 puntate (2009-2011)
- Pericolo in classe (The Cheating Pact), regia di Doug Campbell – film TV (2013)
- Criminal Minds – serie TV, 1 episodio (2013)
- Uno scambio fatale (Accidental Switch), regia di Fred Olen Ray – film TV (2016)

## Doppiatrici italiane
Nelle versioni in italiano delle opere in cui ha recitato, Jamie Luner è stata doppiata da:
- Chiara Colizzi Savannah, The Glades
- Maura Cenciarelli Dieci sono poche
- Roberta Pellini Melrose Place
- Laura Boccanera in CSI: Miami
- Sabrina Duranti in CSI - Scena del crimine
- Claudia Razzi in Code Black
- Micaela Incitti in Due uomini e mezzo